# Шарк Тароналари
Шарк Таро́налари (узб. Sharq Taronalari — «Мелодии востока») — международный музыкальный фестиваль, который проходит раз в два года в городе Самарканд (Узбекистан).

## История
Международный музыкальный фестиваль «Шарк Тароналари» проводится в Самарканде с 1997 года по инициативе Президента Узбекистана И. А. Каримова. Организуется на регулярной основе, с периодичностью раз в два года. Заявленными целями и задачами музыкального форума является широкая популяризация, сохранение и развитие лучших достижений национального музыкального искусства; воспитание молодого поколения в духе преемственности национальным традициям; дальнейшее расширение международных творческих связей. Организаторами фестиваля выступают Министерство культуры и спорта республики Узбекистан, Национальная телерадиокомпания Узбекистана, Союз композиторов Узбекистана и Хокимият (администрация) Самаркандской области. Конкурс проводится при поддержке ЮНЕСКО.
Количество стран-участниц фестиваля с каждым годом увеличивается: если на первом фестивале в 1997 году выступили представители из 31 страны, то в 2009 году — уже 50 стран.

## Победители
На первом фестивале в 1997 году Гран-при была удостоена исполнительница мугамов Симара Иманова из Азербайджана, первое место заняли Муножат Юлчиева (Узбекистан) и Шайну Хурама (Индия). На втором фестивале в 1999 году Гран-при получила Насиба Сатарова (Узбекистан), в 2001 году первое место заняли Алим Гасимов (Азербайджан), артисты Сохибжон Ниязов и Абдунаби Иброхимов (Узбекистан), в 2003 году Гран-при присвоили ансамблю «Уранхай» из Республики Тува (Россия), на первом месте тогда были Дилнура Мирзакулова (Узбекистан) и Фозил Джамшидий (Иран), в 2005 году первые места получили Айгун Бийлар (Азербайджан) и Нодира Пирматова (Узбекистан), в 2007 году Гран-при удостоилась группа Кувейтского музыкального института, а первое место было у группы Музыкального института Южной Кореи. В 2009 году Гран-при удостоилась заслуженная артистка Туркменистана Ляле Бегназарова.
В 2017 году впервые за истории фестиваля Гран При удостоился инструменталист- тарист из Азербайджана Сахиб Пашазаде.
| 1  | 1997 | Симара Иманова                                                | Муножат Йулчиева, Шанну Кхурана                                   | Се Лиин, Шахром Нозирий                                                              | Александр Саможиков, Б. Ганбат, Рамазан Стамгазиев                                                                           | Музыкальная группа, Национальный музыкальный ансамбль                                                                                    | Музыкальная группа                                            |                                                            |  |  |
| 2  | 1999 | Насиба Саттарова                                              | Мухаммад Омон, Юн Конг Сон                                        | Ансамбль «Лашари», Жаспиндер Нарула Хоним                                            | Олим Бобоев, Устад Али Хамидхан                                                                                              | |                                                               |                                                            |  |  |
| 3  | 2001 |                                                               | Алим Гасимов, Сохибжон Ниязов и Абдунаби Иброхимов                | Ансамбль «Лашари», Мадхушри Рамсондер Бадалтжавхарий                                 | Группа национального музыкального ансамбля, Нохиде Токгуз                                                                    | | Группа «Алтай», Группа «Музыканты»                            | Группа «Анган ал-Шабаб»                                    |  |  |
| 4  | 2003 | Ансамбль «Уранхай»                                            | Дилнура Мирзакулова, Фозил Жамшидий                               | Aзода Ашурова, Забит Набизаде                                                        | Национальный музыкальный ансамбль, Традиционный музыкальный ансамбль                                                         | | Абдухошим Исмаилов, Музыкальный ансамбль, Ансамбль «Лама Ло!» |                                                            |  |  |
| 5  | 2005 |                                                               | Айгун Бийлар, Нодира Пирматова                                    | Группа «Виулан», Струнный ансамбль Кувейтской Музыкальной Академии, Урна Чахар Тухчи | Корейская музыкальная группа, Музыкальная группа Академии Шилпакала, Оркестр «Назарет»                                       | |                                                               |                                                            |  |  |
| 6  | 2007 | Группа кувейтского музыкального института, Музыкальная группа | Группа музыкального института Южной Кореи                         | Группа народных музыкальных инструментов «Ан-Нил»                                    | Группа «Ратанг», Группа «Сери Махарани Газал», Группа китайского национального молодёжного центра                            | | Арзу Алиева (самый молодой исполнитель)                       |                                                            |  |  |
| 7  | 2009 | Ляле Бегназарова                                              | Гочаг Аскеров, Матлюба Дадабаева и ансамбль народных инструментов | Рок-поп группа «Виналог», Ансамбль «Шем Тов Леви»                                    | Ансамбль народных инструментов Государственного института музыкального искусства, Лаура Молика                               | Артисты оперы «Кюнсю», Группа «Борте», Группа «Big Mountain», Музыкальная группа, Национальный ансамбль музыкальной академии «Шилпокала» |                                                               |                                                            |  |  |
| 8  | 2011 | Парк Жонг-Вуук Зарк и Жонгук                                  | «Денхунг нуде вордс», «Айсва»                                     | «Лидер», Группа «Сато», «Овои Мехрибони»,                                            | Дуэт «Талилема»(Талике и Килема), Фольклорный коллектив «Чвенебуреби», Туркмено-австрийский симфонический оркестр «Галкыныш» | «Бог аро» | Назекет Теймурова, Илёс Арабов, Дживан Гаспарян               | Национальный Институт Музыки Афганистана, Хуршед Ибрагимов |  |  |
| 11 | 2017 | Сахиб Пашазаде                                                | Манучохра Шомурадова                                              | Республика Корея · Латвия                                                            | «Нагеш», | |                                                               |                                                            |  |  |
| 12 | 2019 | Мехринигор Абдурашидова                                       | Парвиз Касымов                                                    | Туркменистан                                                                         | Таджикистан | |                                                               |                                                            |  |  |